# Wolfgang Saalfeldt
Wolfgang Saalfeldt (* 9. Oktober 1890 in Berlin; † 30. April 1954 in Eutin), von Beruf Chirurg und Frauenarzt, war ab 1930 Ortsgruppenleiter (OGL) und Kreisleiter der NSDAP in Eutin, das bis 1937 zum Landesteil Lübeck gehörte. Kurz nach seiner Ernennung gab es Gerüchte, dass Saalfeldt „jüdischer“ Abstammung sei. Als 1932 seine jüdische Abstammung „amtlich“ festgestellt wurde, wurde Saalfeld das Amt des Kreisleiters entzogen, zudem wurde er aus der NSDAP ausgeschlossen. Wenig später wurde Saalfeldt von Adolf Hitler persönlich wieder in die NSDAP aufgenommen. Er erhielt sogar zeitweise wieder Parteiämter. 1937 wurde er wegen gewerbsmäßiger Abtreibung zu mehreren Jahren Gefängnis verurteilt und erneut aus der NSDAP ausgeschlossen.

## Kriegsjahre im Ersten Weltkrieg
Nach dem Besuch des Andreas-Realgymnasiums in Berlin-Friedrichshain studierte er an der Friedrich-Alexander-Universität Erlangen Medizin und gehörte seit 1911 der Burschenschaft der Bubenreuther an. Er errang an der Christian-Albrechts-Universität Kiel das Staatsexamen. Am Anfang des Ersten Weltkriegs war er in Kiel in der Versorgung Verwundeter tätig. Dann wurde er in Flensburg zum Sanitätsdienst als Kriegsassistenzarzt eingezogen. Da er aber an einem Herzleiden litt, blieb ihm der Fronteinsatz erspart.
Nach Beendigung des Krieges siedelte er nach Eutin über, wo er sich als Facharzt für Chirurgie und als Frauenarzt niederließ. Er wurde Mitglied in der DNVP und im Stahlhelm. Als er im November 1923 vom Hitler-Ludendorff-Putsch Nachricht erhielt, beteiligte er sich an einer Versammlung in Hamburg, um sich am „Marsch auf Berlin“ zu beteiligen.

## Aufstieg in der NSDAP
Im Jahre 1924 trat er in den Völkisch-Sozialen Block ein, um nach dessen Auflösung 1928 Mitglied der NSDAP und SA zu werden. In Eutin betätigte er sich als überzeugter und unbeugsamer Nationalsozialist. Dabei wollte er wohl auch sein Empfinden kompensieren, nicht als Frontkämpfer im Kriege gedient zu haben, was in der militaristischen NSDAP als Makel gelten konnte.
Weiterhin war er als uneheliches Kind einer Lehrerin aufgewachsen, wobei er seinen Vater nicht näher kennengelernt hatte. Trotzdem stieg er in der Eutiner NSDAP zum Ortsgruppenleiter und Kreisleiter auf. Er wurde auf in den Stadtrat von Eutin gewählt und fungierte dort als Fraktionsvorsitzender. Seine Laufbahn in der SA begann als Arzt der SA-Standarte XI. Dann wurde er in den Stab des SA-Oberführers Eutin versetzt. In der SA-Untergruppe Nordmark diente er ab dem 1. Januar 1931 als Arzt.

## Vorwurf der jüdischen Abstammung
Mit dem Beginn des Jahres 1932 wurde er mit der Behauptung eines Lehrers konfrontiert, er wäre jüdischer Abstammung seitens seines Vaters. Saalfeldt bezeichnete öffentlich diese Behauptung als Verleumdung. In einer Klage des Lehrers vor dem Amtsgericht Neustadt konnte der Nachweis der Behauptung erbracht werden, so dass Saalfeldt am 16. August 1932 zu einer Geldstrafe verurteilt wurde.
Als Saalfeldt die Echtheit der Nachweise in Zweifel zog, erhielt er jedoch von der Parteistelle für Rassefragen und Abstammungsforschung am 15. Oktober 1932 vom Vorsitzenden des Untersuchungs- und Schlichtungsausschusses der Reichsleitung der NSDAP, Walter Buch, die Mitteilung, dass er jüdischer Abstammung sei. Seine Mitgliedschaft in der NSDAP sei damit hinfällig und er wurde aus der Partei ausgeschlossen.

## Rehabilitation und Gnadenakt Hitlers
Trotzdem konnte Saalfeldt seine Tätigkeit im Stadtrat für die NSDAP fortsetzen. Bei der Wahl am 22. Mai 1933 wurde er als Stadtrat bestätigt und nahm das Amt des stellvertretenden Bürgermeisters in Eutin wahr. Doch die „Rehabilitierung“ des ausgeschlossenen Parteimitglieds kam jetzt erst richtig in neue Bahnen. Buch teilte der Gauleitung von Schleswig-Holstein in einem Schreiben vom 7. Dezember 1933 mit, dass unter besonderen Bedingungen ein Gnadenakt des Führers möglich sei, wenn der Betroffene „auf Grund hervorragender Verdienste um die Bewegung“ sich ausgezeichnet hätte, selbst wenn dieser ein „Judenstämmling“ (NS-Jargon) sei.
So geschah der wohl einmalige Akt, dass nach einer Entscheidung des Obersten Parteigerichts der NSDAP vom 9. Juli 1934, die von Hitler eigenhändig unterschrieben wurde, Saalfeldt wieder in die NSDAP aufgenommen wurde. Allerdings durfte er in keine Parteiämter mehr berufen werden. Aber schon nach weiteren fünf Jahren kam das Ende seiner Parteimitgliedschaft in Sicht. Das Hamburger Schwurgericht verurteilte ihn am 22. März 1939 zu einer Zuchthausstrafe von drei Jahren und neun Monaten wegen einer vorgenommenen zweifachen Abtreibung.
Mit dem Beschluss vom 31. Juli 1944 teilte ihm das Oberste Parteigericht der NSDAP in München mit, dass er aus der NSDAP endgültig ausgeschlossen werde.

## Referenzen
- Der Fall Radke. Kapitel einer Arbeit beim Schülerwettbewerb Denktag der Konrad-Adenauer-Stiftung
- Michael Rademacher: Die Kreisleiter der NSDAP im Gau Weser-Ems, Marburg 2005.